# تسنترالنویه (استان بلگورود)
تسنترالنویه (انگلیسی: Tsentralnoye, Belgorod Oblast) یک شهرک در بخش راکیتیانسکی استان بلگورود کشور روسیه است.